# Satyendra Nath Bose
Satyendra Nath Bose (Bengali: সত্যেন্দ্রনাথ বসু) (Calcutá, Índia, 1 de janeiro de 1894 — 4 de fevereiro de 1974) FRS foi um físico indiano.
De etnia bengalesa, foi especializado em física matemática. Ficou conhecido sobretudo devido aos seus trabalhos sobre mecânica quântica no início da década de 1920, fundamentais para a estatística de Bose-Einstein e na teoria do condensado de Bose-Einstein. O bóson ou bosão foi assim denominado em sua honra por Paul Dirac.
Bose foi um autodidata e polímata, tendo um amplo horizonte de interesses em variados campos incluindo física, matemática, química, biologia, mineralogia, filosofia, artes, literatura, e música. Ele serviu em vários comitês de pesquisa e desenvolvimento indianos.
Apesar de mais que um Prémio Nobel ter sido atribuído por pesquisa relacionada aos conceitos de bóson, estatística de Bose-Einstein - o mais recente dos quais foi o Nobel da Física de 2001, atribuído por avanços na teoria do condensado de Bose-Einstein - o próprio Bose nunca foi distinguido com o Nobel de Física. Para além da física, outros talentos de Bose eram as várias línguas que conhecia, sendo também um bom intérprete de dilruba (um instrumento musical semelhante ao juscelino).